# Idstein
Idstein é um município da Alemanha, situado no distrito de Rheingau-Taunus, no estado de Hesse. Tem 79,6 km² de área, e sua população em 2019 foi estimada em 24.997 habitantes.